# 1953 en sport automobile
Chronologie du Sport automobile
1952 en sport automobile - 1953 en sport automobile - 1954 en sport automobile

## Les faits marquants de l'année1953enSport automobile
- Le Néerlandais Maurice Gatsonides remporte le Rallye automobile Monte-Carlo sur une Ford.
- L'Italien Alberto Ascari remporte le Championnat du monde de Formule 1 au volant d'une Ferrari.
- Herb Thomas remporte le championnat de la série NASCAR avec un montant total de 27 300 $ (USD).

## Par mois

### Janvier
- 18 janvier, (Formule 1) : Grand Prix automobile d'Argentine.

### Mai
- 30 mai : 500 miles d'Indianapolis.

### Juin
- 7 juin, (Formule 1) : Grand Prix automobile des Pays-Bas.
- 13 juin : départ de la vingt et unième édition des 24 Heures du Mans.
- 14 juin : victoire de Tony Rolt et Duncan Hamilton sur une Jaguar aux 24 Heures du Mans.
- 21 juin : victoire de Alberto Ascari au Grand Prix automobile de Belgique.

### Juillet
- 5 juillet (Formule 1) : victoire du britannique Mike Hawthorn sur une Ferrari au Grand Prix automobile de France.
- 18 juillet (Formule 1) : Grand Prix automobile de Grande-Bretagne.
- 25-26 juillet : 24 Heures de Spa

### Août
- 2 août (Formule 1) : Grand Prix automobile d'Allemagne.
- 23 août (Formule 1) : Grand Prix automobile de Suisse.

### Septembre
- 13 septembre (Formule 1) : Grand Prix automobile d'Italie.

## Naissances
- 10 janvier : Bobby Rahal, pilote automobile américain.
- 28 février : Ingo Hoffmann, pilote automobile brésilien.
- 11 mars : Derek Daly, pilote automobile irlandais, ayant disputé 49 Grands Prix de Formule 1 de 1978 à 1982.
- 24 mai : Lamberto Leoni, pilote automobile et directeur d'écurie automobile.
- 15 juin : Eje Elgh, pilote automobile suédois spécialiste de courses automobiles d'endurance, devenu journaliste sportif télévisé.
- 19 juin : Jean-Michel Martin, pilote automobile belge.
- 1er juillet : Lutz Bernau, pilote de course allemand
- 11 juillet : Jean-Luc Roy, journaliste sportif spécialisé dans les sports mécaniques, est aussi pilote.
- 4 août : Jamie Aube, pilote automobile de stock-car.
- 8 août : Nigel Mansell, pilote automobile britannique, champion du monde de Formule 1 en 1992.
- 25 septembre : Jean-Philippe Grand, pilote automobile français, fondateur du Graff Racing.
- 9 novembre : David Leslie, pilote automobile britannique. († 30 mars 2008).
- 4 novembre : Jacques-Joseph Villeneuve, pilote automobile canadien. Il est le frère cadet de Gilles Villeneuve.
- 24 novembre : Dominique de Meyer, pilote amateur de rallye français.
- 25 novembre : Herbert Breiteneder (de), pilote automobile autrichien. († 5 avril 2008).

- 26 novembre : Desiré Wilson, pilote automobile sud-africaine.

## Décès
- 14 mai : Jean Heurtaux, pilote automobile de course français amateur, militaire dans l'armée de terre. (° 1914).
- 15 mai : Chet Miller, pilote automobile d'Indy car américain, (° 19 juillet 1902).
- 11 août : Tazio Nuvolari, 60 ans, pilote automobile italien. (° 16 novembre 1892).
- 18 septembre : Charles de Tornaco, pilote automobile belge, (7 juin 1927).
- 11 novembre : Edouard Meyer, pilote automobile franco-marocain, (° 25 février 1889).
- 21 novembre : Felice Bonetto, 50 ans, pilote automobile italien. (° 9 juin 1903).